# Ballstraße 14 (Quedlinburg)

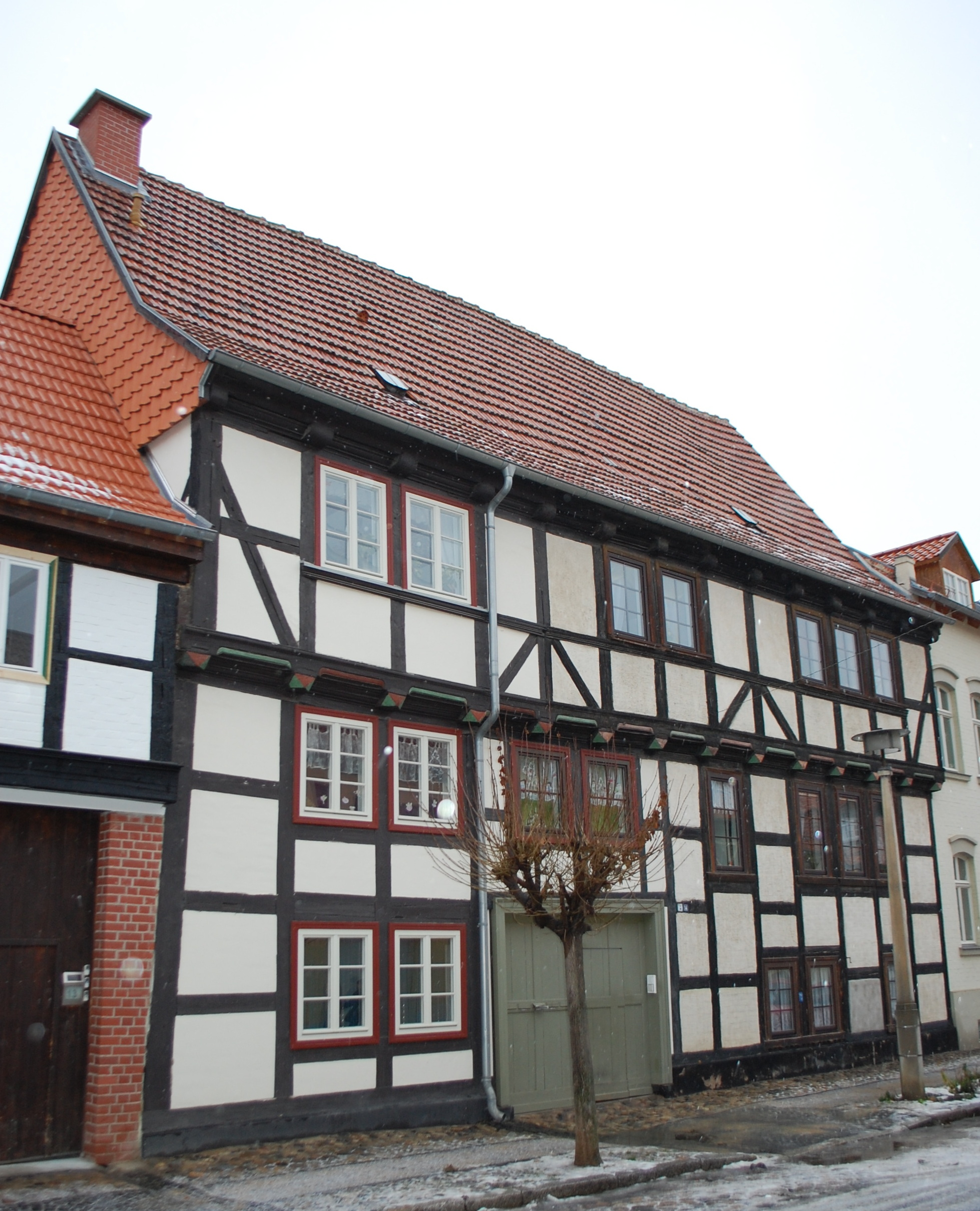
Ballstraße 14

Das Haus Ballstraße 14 ist ein denkmalgeschütztes Gebäude in der Stadt Quedlinburg in Sachsen-Anhalt.

## Lage
Es befindet sich im östlichen Teil der historischen Quedlinburger Neustadt und gehört zum UNESCO-Weltkulturerbe.

## Architektur und Geschichte
Das Fachwerkhaus gehört zu den größeren Gebäuden der Straße. Im Quedlinburger Denkmalverzeichnis ist das Gebäude als Ackerbürgerhaus eingetragen. Nach der an der Stockschwelle befindlichen Inschrift entstand das Gebäude im Jahr 1690. Bauherren waren Andreas Ritter und Christina Elisabeth Henneberg. Durch das Gebäude führt eine Tordurchfahrt. Darüber hinaus verfügt das Haus über ein Zwischengeschoss. An der Fachwerkfassade finden sich als Schmuckelemente Pyramidenbalkenköpfe, Schiffskehlen an der Stockschwelle, Fußbänder und profilierte Füllhölzer. 